# Risoluzione Conflitti
Risoluzione Conflitti è un'applicazione utilizzata dal servizio .Mac di Apple. Risoluzione Conflitti viene eseguita nel caso in cui il servizio di sincronizzazione di .Mac non riesce a decidere quale versione dei dati utilizzare, a causa di un conflitto. Viene quindi chiesto all'utente di scegliere quale versione di dati utilizzare  (se quella disponibile su .Mac in locale) e se l'utente desidera applicare questa scelta a tutte le voci contemporaneamente o se al contrario vuole rivederle una per una. Il programma si trova in /Sistema/Libreria/CoreServices/Conflict Resolver.app.
Risoluzione Conflitti è usata anche quando si utilizza iSync per sincronizzare i dati del computer con quelli di un PDA.